# Suimanga d'ales d'acer
El suimanga d'ales d'acer (Aethopyga pulcherrima) és un ocell de la família dels nectarínids (Nectariniidae).

## Hàbitat i distribució
Habita boscos, clars i vegetació secundària de les terres baixes de Samar, Leyte, Dinagat, Siargao, Mindanao i Basilan, a les illes Filipines.